# Општина Икланзел (Муреш)
Икланзел (рум. Iclănzel) општина је у Румунији у округу Муреш.
Oпштина се налази на надморској висини од 365 m.